# Aytré
Aytré  är en stad i västra Frankrike, belägen i departementet Charente-Maritime i regionen Nouvelle-Aquitaine.
Aytré ligger 5 km söder om La Rochelle som är huvudstad i Charente-Maritime. Staden ligger också 20 km norr om Rochefort.
Staden är belägen i närheten av Atlantkusten och är en badort med fina stränder.
Industriverksamheten är viktig i Aytré med flera olika industrier (tågindustri - TGV-tillverkning (ALSTOM), stort mejeri, kemisk industri osv.).
Aytré ingår som del i La Rochelles förorter och har 8 800 invånare (2007). Det är den femte största staden i Charente-Maritime.

## Befolkningsutveckling
Antalet invånare i kommunen Aytré
| Referens: INSEE |